# راكدة لفوفية
راكدة لفوفية (الاسم العلمي: Acinetobacter lwoffii) هي نوع من البكتيريا يتبع جنس الراكدة من الفصيلة الموراكسيلية.